# Upogebia deltaura
Espèce
Synonymes
- Gebia deltaura Leach, 1816[2]
- Gebia deltura (Leach, 1816)[2]
- Gebiopsis deltaura (Leach, 1816)[2]
- Gebiopsis deltura (Leach, 1816)[2]
- Upogebia (Calliadne) deltaura (Leach, 1816)[2]
- Upogebia (Gebiopsis) deltaura (Leach, 1816)[2]

Upogebia deltaura est une espèce de crevettes ravisseuses de la famille des Upogebiidae.